# Gradina na Brijunima
Brijuni su naseljeni su već u prapovijesno doba, o čemu svjedoče kameni, koštani i keramički nalazi iz neolitika (4000. pr. Kr.) i eneolitika (3000. pr. Kr.). Gradine Velog i Malog Brijuna podigli su brončanodobni stanovnici (oko 2000. pr. Kr.) i Histri, (oko 1000. pr. Kr.). Gradinska (kasteljerska) naselja, kiklopski zidovi na Gradini, tumuli, nekropole, ostatci gradina na Malom i Velom Brijunu svjedoče o naseljenosti otoka od ranoga brončanog do antičkog doba (nesonim Brevona).